# Neoscona angulatula
Neoscona angulatula is een spinnensoort in de taxonomische indeling van de wielwebspinnen (Araneidae).
Het dier behoort tot het geslacht Neoscona. De wetenschappelijke naam van de soort werd voor het eerst geldig gepubliceerd in 1937 door Ehrenfried Schenkel-Haas.